# Littleton (Illinois)
Littleton es una villa ubicada en el condado de Schuyler en el estado estadounidense de Illinois. En el Censo de 2010 tenía una población de 181 habitantes y una densidad poblacional de 59,83 personas por km².

## Geografía
Littleton se encuentra ubicada en las coordenadas 40°14′2″N 90°37′20″O / 40.23389, -90.62222. Según la Oficina del Censo de los Estados Unidos, Littleton tiene una superficie total de 3.03 km², de la cual 3.03 km² corresponden a tierra firme y (0%) 0 km² es agua.

## Demografía
Según el censo de 2010, había 181 personas residiendo en Littleton. La densidad de población era de 59,83 hab./km². De los 181 habitantes, Littleton estaba compuesto por el 100% blancos, el 0% eran afroamericanos, el 0% eran amerindios, el 0% eran asiáticos, el 0% eran isleños del Pacífico, el 0% eran de otras razas y el 0% pertenecían a dos o más razas. Del total de la población el 0.55% eran hispanos o latinos de cualquier raza.